# Liste von Söhnen und Töchtern der Stadt Freising
Diese Übersicht enthält bedeutende Persönlichkeiten, die in Freising geboren worden sind, unabhängig davon, ob sie dort ihren späteren Wirkungskreis hatten. Diese Liste erhebt keinen Anspruch auf Vollständigkeit.

## Kirchliche Würdenträger
- Hermann Scholliner (1722–1795), Theologe, Benediktiner
- Joseph Wismayr (1767–1858), Theologe und Pädagoge
- Maurus Hagel (1780–1842), Benediktinermönch und katholischer Theologe
- Joseph Grimm (1827–1896), katholischer Theologe und Hochschullehrer
- Karl Hobmair (1911–2003), Pfarrer und Heimatforscher
- Edelbert Hörhammer (1935–2012), 37. Abt der Benediktinerabtei Ettal
- Heinrich Reinhardt (* 1947), römisch-katholischer Priester und Professor für Philosophie
- Wolfgang Bischof (* 1960), Geistlicher, Weihbischof der Erzdiözese München und Freising

## Künstler
- Johann Stadlmayr (1575–1648), Hofkapellmeister und Komponist
- Ulrich Halbreiter (1812–1877), Historienmaler, Silberarbeiter, Liedersammler und Komponist
- Joseph Andreas Weiß (1814–1887), Maler
- Alban Lipp (1866–1903), Lehrer, Kirchenmusiker und Komponist
- Richard Braungart (1872–1963), Schriftsteller und Kunstkritiker
- Therese von der Vring (1894–1927), Malerin des Expressionismus
- Ludwig Baur (1904–1977), Künstler, Kirchenmaler des Expressionismus
- Erika Groth-Schmachtenberger (1906–1992), Fotografin
- Theo Brand (1925–2016), Komponist, Musikpädagoge und Organist
- Karl Huber (1928–2009), Maler und Bildhauer
- Karl Obermayr (1931–1985), Volksschauspieler
- Ludwig Zehetner (* 1939), Schriftsteller
- Georg Reif (1946–1999), Maler
- Peter Wittrich (* 1959), Komponist
- Michael Deppisch (* 1963), Architekt
- Dieter Fischer (* 1971), Fernseh- und Theaterschauspieler
- Stefan Diez (* 1971), Industrie-Designer
- Martina Mair (* 1971), Künstlerin, Illustratorin und Autorin
- Kalle Wallner (* 1972), Musiker
- Thomas Goerge (* 1973), Künstler, Bühnenbildner und Kostümbildner
- Alexis Dworsky (* 1976), Künstler
- Philipp Weigl (* 1979), Komponist und Musikpädagoge
- Caroline von Brünken (* 1984), Sängerin
- Raffaela Lintl, Opernsängerin
- Vincent Eberle (* 1991), Jazzmusiker
- Daniel Cronauer (* 1993), Komponist, Liedtexter und Songwriter
- Christoph Cronauer, Künstlername Chris Crone (* 1995), Sänger, Songwriter und Produzent

## Politik
- Georg Eder (1523–1587), Reichshofrat
- Mathias Obermüller (1787–1855), Jurist und Politiker
- Maximilian von Freyberg-Eisenberg (1789–1851), Staatsmann und Historiker
- Karl Sigmund Lorber (1792–1845), Bürgermeister von Landshut
- Carl Pitzner (1802–1882), Jurist und Abgeordneter
- Franz Krumbach (1822–1876), Jurist und Politiker
- Benignus von Safferling (1824–1899), General und Kriegsminister
- Andreas Portune (1875–1945), Politiker (SPD, USPD, SAPD) und Gewerkschafter, MdR
- Hans Unterleitner (1890–1971), Politiker (USPD/SPD), Staatsminister und Reichstagsabgeordneter
- Alois Braun (1892–1963), Widerstandskämpfer, Oberregierungsrat und Politiker
- Karl Lederer (1898–1977), Bürgermeister von Freising
- Hans Bals (1917–2004), Politiker (SPD), MdB
- Dieter Thalhammer (* 1943), Kommunalpolitiker (SPD), Oberbürgermeister von Freising
- Franz Obermeier (* 1946), Politiker (CSU), MdB
- Richard Erdmann (* 1948), Kommunalpolitiker (SPD), Bürgermeister von Roth
- Christian Magerl (* 1955), Politiker (Bündnis 90/Die Grünen), MdL in Bayern
- Joseph Weiß (* 1959), Diplomat

## Sportler
- Conny Freundorfer (1936–1988), Tischtennisspieler
- Peter Neumair (* 1950), Ringer
- Josef „Sepp“ Weiß (* 1952), Fußballspieler
- Hans Pflügler (* 1960), Fußballspieler
- Christian Grundner (* 1968), zweifacher Europalaufsieger
- Alexander Kutschera (* 1968), Fußballspieler
- Ferdinand Bader (* 1981), Skispringer
- Brigitte Wagner (* 1983), Ringerin
- Maximilian Haas (* 1985), Fußballspieler
- Florian Wildgruber (* 1991), Triathlet
- Maximilian Wittek (* 1995), Fußballspieler
- Sandra Abstreiter (* 1998), Torfrau der Frauen-Eishockeynationalmannschaft und erste Deutsche in der PWHL
- Marvin Çuni (* 2001), deutsch-albanischer Fußballspieler

## Wissenschaftler
- Georg Eder (1523–1587), Jurist und Historiker
- Martin Ruland der Ältere (1532–1602), Arzt und Alchemist
- Vincenz Pall von Pallhausen (1759–1817), Beamter, Archivar und Historiker
- Andreas Koch (1775–1846), Mediziner und Direktor des Allgemeinen Krankenhauses in München
- Karl August Dominikus Unterholzner (1787–1838), Jurist
- Heinrich Gentner (1818–1861), Heimatforscher
- Ludwig Prandtl (1875–1953), Physiker
- Ernst Kraus (1889–1970), Geologe
- Walther Laubender (1898–1980), Pharmakologe
- Karl Gustav Fellerer (1902–1984), Musikwissenschaftler
- Lothar Zirngiebl (1902–1973), Entomologe
- Karl Hobmair (1911–2003), Heimatforscher
- Alfred Selmeier (1923–2018), Paläobotaniker
- Karl-Heinz Schleifer (* 1939), Mikrobiologe
- Ludwig Zehetner (* 1939), Mundartforscher und Schriftsteller
- Peter-Christian Müller-Graff (* 1945), Rechtswissenschaftler
- Dieter Birk (1946–2021), Jurist und Professor für Staats-, Verwaltungs- und Steuerrecht
- Reinhard Löw (1949–1994), Historiker
- Hans-Florian Zeilhofer (* 1952), deutsch-schweizerischer Mund-, Kiefer- und Gesichtschirurg und Hochschullehrer an der Universität Basel
- Andreas Beschorner (* 1963), Altphilologe, Journalist und Publizist
- Monika Jachmann-Michel (* 1963), Juristin und Hochschullehrerin
- Christian Apfelbacher (* 1977), Gesundheitswissenschaftler, Epidemiologe und Hochschullehrer
- Korinna Schönhärl (* 1977), Historikerin

## Sonstige
- Veit Arnpeck (um 1440), Chronist
- Veit Adlwart († 1721), Bettelbube, Opfer der Kinderhexenprozesse in Freising
- Therese Wagner (1797–1858), Unternehmerin
- Ernst Anton Quitzmann (1809–1879), Arzt, Medizinhistoriker und Reiseschriftsteller
- Benignus von Safferling (1824–1899), General der bayerischen Armee und Kriegsminister
- Ludwig Petuel sen. (1839–1911), Münchner Geschäftsmann
- Alois Steinecker (1857–1943), Bauunternehmer
- Ernst Bodensteiner (1869–1936), Altphilologe und Gymnasiallehrer
- Berta Sachs (1876–1943), Pionierin der Sozialen Arbeit
- Hans Heckner (1878–1949), Architekt und Stadtplaner
- Theodor Nissl (1878–1972), Schachkomponist
- Oskar Ritter von Niedermayer (1885–1948), Offizier und Abenteurer
- Karl Maria Demelhuber (1896–1988), SS-Obergruppenführer und General der Waffen-SS
- Benno Schachner (1902–1987), Architekt
- Hermann Landgrebe (1906 – um 1980), Bauingenieur, Landschaftsgestalter
- Albrecht Obermaier (1912–2004), Marineoffizier, zuletzt Vizeadmiral der Bundesmarine
- Lotte Roth-Wölfle (1912–2011), Antiquarin
- Hermann Weißauer (1920–2014), Schachkomponist
- Heinrich Reiter (1930–2022), Jurist, Präsident des Bundessozialgerichts
- Julia Helmke (* 1969), evangelische Theologin, Generalsekretärin des Deutschen Evangelischen Kirchentags
- Richard Lorenz, (* 1972), Schriftsteller
- Jonathan Gertis (* 1997), Schauspieler, Model